# Stamnodes squalidus
Stamnodes squalidus är en fjärilsart som beskrevs av Da-yong 1986. Stamnodes squalidus ingår i släktet Stamnodes och familjen mätare. Inga underarter finns listade i Catalogue of Life.